# مازن حجازي
مازن إسماعيل حجازي (1940) صحفي أردني - فلسطيني. ولد في بئر السبع، مجاز في اللغة العربية وآدابها من جامعة الإسكندرية 1972. عمل في الحقل الصحافي منذ أوائل السبعينيات، فكان أمينًا لتحرير مجلّة الإذاعة والتفزيون الأردنية، ثم مديًرا لتحرير جريدة العرب القطرية، ثمّ مديرًا لتحرير مجلة الدوحة الأدبية القطرية، ثم مديرًا لتحرير مجلّة الصقر القطرية، ورئيسًا لتحرير مجلّة تجارة قطر، ورئيسًا لتحرير مجلّة المغترب العربي. نشر شعره وأدبه في عدد كبير من الدوريات الأدبية العربية.

## سيرته
ولد مازن إسماعيل حجازي سنة 1359 هـ/ 1940 م في بئر السبع. حصل على ليسانس آداب في اللغة العربية من جامعة الإسكندرية 1972. عمل سكرتيرًا لتحرير مجلة الإذاعة والتلفزيون الأردنية من 1969 حتى 1971، ومديرًا لتحرير جريدة الدوحة القطرية 1972-74، ومديرًا لتحرير مجلة الصقر القطرية من 1976 حتى 1980، ورئيسًا لتحرير مجلة تجارة قطر 1980-82، ورئيسًا لتحرير مجلة المغترب العربي، 1984-8. 

نشر العديد من قصائده وأبحاثه الأدبية والنقدية في الدوريات العربية وكتابات.

## جوائزة
- وسام من المملكة المغربية

## مؤلفاته
- قراءة في كف فتاة، ديوان شعر، 1985
- ثلاثون عامًا من الحرب السرية

## وصلات خارجية
- في موقع أرشيف المجلات